# Оперон
Оперон — функціональна одиниця організації генетичного матеріалу прокаріотів (бактерій та архей), в якій декілька відкритих рамок зчитування (цистронів) кодують відповідні білки, цистрони знаходяться під контролем одних і тих же регуляторних елементів і зчитуються у вигляді однієї довгої молекули мРНК, яка потім процесується. Така функціональна організація дозволяє ефективніше регулювати експресію цих генів. У кишкової палички в геномі міститься приблизно 650 оперонів.
Не слід плутати оперони з кластерами генів. У кластерах гени (наприклад, гени теплового шоку) розташовані один за одним, проте синтезуються та регулюються окремо один від одного.

## Історія дослідження
Концепцію лактозного оперону (lac-оперон) E.coli запропонували 1961 року французькі вчені Франсуа Жакоб та Жак Моно. Це був перший детально схарактеризований принцип регуляції транскрипції,— робота, за яку вони отримали Нобелівську премію в 1965 році.

## Різноманіття і структура
Оперони за кількістю цистронів класифікують на моно-, оліго- і поліцистронні, що містять, відповідно, тільки один, кілька або багато цистронів (відкритих рамок зчитування).
Характерним прикладом оперонної організації геному прокаріотів є лактозний оперон (lac-оперон) та триптофановий оперон (trp-оперон).

Схема лактозного оперона: 1: РНК-полімераза, 2: Репресор, 3: Промотор, 4: Оператор, 5: Лактоза, 6: lacZ, 7: lacY, 8: lacA — три структурні гени, що кодують ферменти катаболізму лактози. Верхній мал. — немає синтезу мРНК, нижній — лактоза взаємодіє з репресором, промотор доступний, тому РНК-полімераза синтезує поліцистронну мРНК

Оперон починається і закінчується регуляторними областями — промотором на початку і термінатором у кінці, окрім цього, кожен окремий цистрон може мати у своїй структурі власний промотор і/або термінатор.
До складу оперона прокаріотів входять структурні гени і регуляторні елементи (не плутати з геном-регулятором). Структурні гени кодують білки, що здійснюють послідовно етапи біосинтезу певної речовини. Цих генів може бути один, два або кілька. Вони тісно зчеплені один з одним і, що найголовніше, в ході транскрипції працюють як один єдиний ген: на них синтезується одна спільна молекула мРНК, яка лише потім розщеплюється на кілька мРНК, відповідних окремим генам. Регуляторними елементами є наступні:
- Промотор — ділянку зв'язування ферменту, що здійснює транскрипцію ДНК — РНК-полімерази. Є місцем початку транскрипції. Являє собою коротку послідовність з декількох десятків нуклеотидів ДНК, з якою специфічно зв'язується РНК-полімераза. Крім того, промотор визначає, яка з двох ланцюгів ДНК буде служити матрицею для синтезу мРНК;

- Оператор — ділянку зв'язування регуляторного білка;

- Термінатор — ділянка в кінці оперона, що сигналізує про припинення транскрипції.

На роботу оператора цього оперона впливає самостійний ген-регулятор, що синтезує відповідний регуляторний білок. Цей ген не обов'язково розташовується поруч з опероном. Крім того, один регулятор може регулювати транскрипцію декількох оперонів. Ген-регулятор також має власний промотор і термінатор. Регуляторні білки бувають двох типів: білок-репрессор або білок-активатор. Вони приєднуються до специфічних нуклеотидних послідовностей ДНК оператора, що або перешкоджає транскрипції генів (негативна, негативна регуляція), або сприяє їй (позитивна, позитивна регуляція); механізми їх роботи протилежні. Крім того, на роботу білків-репрессоров можуть впливати речовини — ефектори: з'єднуючись з репрессором, вони впливають на його взаємодію з оператором.

## В еукаріот
В еукаріот транскрипція здійснюється з ділянок, подібних до оперона прокаріот, а також складаються з регуляторних і структурних генів, однак у оперонів еукаріот є ряд особливостей:
1. До складу оперона еукаріотів входить лише один структурний ген (а не кілька — як у прокаріотів).
2. Оперон еукаріотів майже завжди містить тільки структурний ген, а інші гени розкидані по хромосомі або навіть за різними хромосомами.
3. Оперон еукаріотів складається зі значущих (екзонів) і незначущих (інтронів) ділянок, що чергуються між собою. При транскрипції інформація зчитується як екзонів, так й інтронів, а потім під час процесингу відбувається вирізання інтронів (сплайсинг).